# 射线斜纹紫云蛤
射线斜纹紫云蛤（学名：Gari pallida），是帘蛤目紫云蛤科地蛤属的一种。其种加词“pallida ”意为“淡色的”。主要分布于台湾，常栖息在浅海沙底。